# 松山エクスプレス号
松山エクスプレス号（まつやまエクスプレスごう）は、西日本ジェイアールバスとジェイアール四国バスが共同運行し京都市、大阪市、神戸市と徳島県阿波市、美馬市、東みよし町、愛媛県四国中央市、東温市、松山市を結んでいる高速バスである。ここでは同一区間の夜行便「京阪神ドリーム松山号」についても記述する。 
全便座席指定制のため、乗車には予約が必要。
1号 - 18号の9往復は昼行便（松山エクスプレス号）、19号と20号の1往復は夜行便（京阪神ドリーム松山号）である。便名コードは410xx。
バスの乗車券はチケットセンター、コンビニ（ローソン、ファミリーマートなど）、旅行会社で事前に購入する。電話・インターネットで予約ができる。

## 停車停留所
京都駅 - 大阪駅JR高速BT - 湊町BT (OCAT) - 三宮BT - 高速舞子 - 道の駅いたの -  土成BS - 脇町BS - 三好BS - 三島川之江IC - 川内IC - 松山インター口 - 天山橋 - 大街道 - 松山駅 - JR松山支店
- 京都駅に発着するのは8・11・19・20号。
- 高速舞子には、下りは5・7・9号のみが、上りは20号以外の全便が停車する。
- 徳島県内（道の駅いたの、脇町BS、三好BS、土成BS）には下り9号・15号・17号、上り2号・6号・10号のみ停車する。
- 昼行便では所定では淡路島内で四国担当便が室津PA、西日本担当便が淡路島南PA、四国内では全便が吉野川SAで休憩を取る[1]。なお、19号と20号では乗客が外に出る休憩はない。

## 沿革
- 2003年
  - 8月1日 - 大阪駅・難波～松山間で「松山エクスプレス大阪号」として運行開始。1日4往復（昼行便3往復、夜行便1往復）。その年末年始には臨時便も増発されたが、これも大方の座席が埋まるほどの盛況ぶりであった。
  - 12月20日 - 三宮BTへの停車開始[2]。
- 2004年7月16日 - 臨時便を定期化する形で2往復増便（計1日6往復）。一部便を三宮BT経由とし、夜行便を八幡浜港まで延長[3]。昼行便がパークアンドライド対応のJR松山支店発着となる。
- 2005年7月15日 - 夜行便が京都発着となり、全便が三宮BT経由となる。昼行便1往復も八幡浜港発着（JR松山支店経由せず）となる（松山～八幡浜は事前に送り込みまたは八幡浜到着後車内整備のため回送）。また別の昼行便の1往復のみ、大阪との行き来に限り徳島県内での客扱いを開始。
  - 本来は高知エクスプレス号同様、昼行便のすべてで客扱いを実施する予定であったが、地元のバス会社（四国交通）からの反発があったために1往復に抑えられたもの。現在は3往復に拡大している。
  - それと並行して宇和島駅への延長も公式発表されていたが、取り下げられて実施には至っていない。
- 2008年4月22日 - 昼行便を1往復増便、計1日7往復となる。一部便が高速舞子に停車。上り夜行便（14号）に女性専用席を設定。5号・14号はダブルデッカー車（西日本JRバス）での運行となる。
- 2009年7月17日 - 昼行便を2往復増便、計1日9往復となる。八幡浜港発着の昼行便を廃止。
- 2010年12月9日 - 昼行便を1往復増便、計1日10往復となる。ダブルデッカー車での運行を廃止。
- 2012年
  - 4月1日 - 夜行便（19・20号）がJR松山支店に停車。
  - 10月15日 - 上板バスストップの停車を廃止、区間時分を見直し。
- 2013年7月20日 - すべての昼行便が三島川之江インターに停車。[4]
- 2017年4月1日 - この日から、西日本ジェイアールバス担当の昼行便2往復（下り1号・3号、上り16号・18号）が夜行仕様のグランドリーム用車両での運転とする。[5]
- 2018年4月1日 - 松山市内の停留所に「天山橋」を追加し、合わせて運行ダイヤも改正される。[6]
- 2019年8月1日 - ダイヤ改正により、夜行便の愛称を「京阪神ドリーム松山号」に変更。夜行便を1往復増便、計1日11往復となる。[7]
- 2021年8月1日 - ダイヤ改正により、八幡浜港 - JR松山支店間を廃止[8]。
- 2023年3月1日 - ダイヤ改正により、夜行便の2往復のうち1往復を廃止、昼行便と合わせて1日10往復となる。[9]

## 車内設備
- ハイデッカー車。
- 3列独立リクライニングシート。
- トイレ
- 無料Wi-Fiスポット
- 座席コンセント（一部車両のみ）
- 仕切りカーテン（一部車両のみ）